# Norman Bellingham
Norman Dean Bellingham (ur. 23 grudnia 1964 w Fairfax) – amerykański kajakarz. Złoty medalista olimpijski z Seulu.
Na igrzyskach startował trzykrotnie (IO 84, IO 88, IO 92). Największy sukces w karierze odniósł w 1988, zwyciężając w kajakowych dwójkach na dystansie 1000 metrów. Partnerował mu Greg Barton. Zdobył też dwa złote medale igrzysk panamerykańskich w Indianapolis.